# Список глав правительства Мьянмы
Список глав правительств Мьянмы (ранее называвшейся Бирма) включает в себя таковых после провозглашения отделения британского владения Бирма от Британской Индии в 1937 году, включая период марионеточного Государства Бирма (1943—1945), провозглашённого в период оккупации Японской империей (), и руководителей правительства после провозглашения в 1948 году независимости государства.
Действующей Конституцией, вступивший в силу в 2011 году, пост главы правительства не установлен, Президент Республики Союза Мьянма (бирм. ပြည်ထောင်စုမြန်မာနိုင်ငံတော်၏ သမ္မတများ) является одновременно главой государства и возглавляет правительство. Однако в 2016 году для председателя Национальной лиги за демократию Аун Сан Су Чжи был создан пост государственного советника (бирм. နိုင်ငံတော်၏ အတိုင်ပင်ခံပုဂ္ဂိုလ်နိုင်ငံတော်၏ အတိုင်ပင်ခံပုဂ္ဂိုလ်), что позволило ей де-факто возглавить правительство Мьянмы несмотря на конституционный запрет баллотироваться на пост президента как лицу, имеющему иностранное подданство (Соединённого королевства). После совершённого 1 февраля 2021 года военного переворота ставший высшим органом управления Государственный административный совет (ГАС) объявил 1 августа 2021 года о формировании временного правительства страны во главе с председателем ГАС Мином Ауном Хлайном.
Применённая в первых столбцах таблицы нумерация является условной. Также условным является использование в первых столбцах цветовой заливки, служащей для упрощения восприятия принадлежности лиц к различным политическим силам без необходимости обращения к столбцу, отражающему партийную принадлежность. В столбце «Выборы» отражены состоявшиеся выборные процедуры или иные основания занимания поста главы государства. Наименование страны и государственных должностей на русском языке приведено в соответствии с принятыми в нём нормами: до 1989 года как Бирма (с производными формами), позже как Мьянма (с производными формами — при официальном употреблении, однако с использованием прилагательного бирманский и его форм в прочих случаях).

## Британская Бирма (1937—1948)

Флаг Британской Бирмы

Британское владение Бирма было отделено от Британской Индии 1 апреля 1937 года согласно Закону об управлении Индией, принятому парламентом Соединённого королевства в 1935 году. Статья 5 раздела II закона предусматривала создание совета министров. Это было реализовано через создание возглавляемого губернатором Исполнительного совета, при этом реальное руководство осуществлял заместитель председателя Исполнительного совета (англ. Deputy Chairmen of the Executive Council), опирающийся на большинство депутатов Палаты представителей Законодательного органа Бирмы (англ. House of Representatives of the Burma Legislature).
19 января 1942 года Со, занимающий этот пост, был с него смещён и арестован после получения доказательств его контактов с Кабинетом министров Японии. Его преемник Сэр По Тун в марте 1942 года в связи с японской оккупацией прекратил работу и 15 мая присоединился к губернатору Сэру Реджинальду Хью Дорман-Смиту, организовавшему работу правительства в изгнании в городе Шимла (Британская Индия). После освобождения страны губернатор в ноябре 1945 года возобновил работу Исполнительного совета, восстановив По Туна на посту заместителя председателя. 28 сентября 1946 года его сменил Аун Сан, председатель Антифашистской лиги народной свободы, возглавившей антияпонское восстание 23 марта 1945 года, который в январе 1947 года начал переговоры с лейбористским правительством Клемента Эттли о предоставлении Великобританией независимости Бирме, на которых был достигнуто соглашение о проведении в апреле 1947 выборов в её Учредительное собрание. В феврале Аун Сан подписал с лидерами этнических меньшинств шан, качин и чин Панлонское соглашение о создании единой республиканской Бирмы. На состоявшихся 9 апреля 1947 года выборах Антифашистская лига получила подавляющее большинство мест в Учредительном собрании и возглавила процесс разработки конституции страны (была принята 24 сентября 1947 года). Во время заседания Исполнительного совета 19 июля 1947 года Аун Сан и ещё 6 членов совета были застрелены заговорщиками. Завершил работу по получению страной 4 января 1948 года независимости его преемник Ну.
| | Портрет | Имя (годы жизни)                      | Полномочия       | Полномочия       | Партия                               | Выборы       | Должность                                                                                      | Пр.           |
| Начало | Портрет | Имя (годы жизни)                      | Окончание        |                  | Партия                               | Выборы       | Должность                                                                                      | Пр.           |
| --- | ------- | ------------------------------------- | ---------------- | ---------------- | ------------------------------------ | ------------ | ---------------------------------------------------------------------------------------------- | ------------- |
| 1 (I) |         | Ба Мо (1893—1977) бирм. ဘမော်            | 1 апреля 1937    | 20 февраля 1939  | Партия бедноты                       | 1936         | заместитель председателя Исполнительного совета англ. Deputy Chairmen of the Executive Council | [ 18 ] [ 19 ] |
| 2 |         | Маун Пу (1881—1942) бирм. မောင်ပူ         | 20 февраля 1939  | 9 сентября 1940  | Объединённая партия                  | 1936         | заместитель председателя Исполнительного совета англ. Deputy Chairmen of the Executive Council | [ 20 ]        |
| 3 |         | У Со (1900—1948) бирм. စော              | 9 сентября 1940  | 19 января 1942   | Партия патриотов                     | 1936         | заместитель председателя Исполнительного совета англ. Deputy Chairmen of the Executive Council | [ 21 ] [ 22 ] |
| 4 (I) |         | Сэр У По Тун (1883—1953) бирм. ပေါ်ထွန်း    | 19 января 1942   | 8 марта 1942     | Партия патриотов                     | 1936         | заместитель председателя Исполнительного совета англ. Deputy Chairmen of the Executive Council | [ 9 ] [ 23 ]  |
| С 15 мая 1942 года по 16 октября 1945 года в городе Шимла (Британская Индия) губернатор Бирмы Сэр Реджинальд Хью Дорман-Смит организовал работу правительства в изгнании под своим прямым руководством. |         |                                       |                  |                  |                                      |              |                                                                                                |               |
| 4 (II) |         | Сэр У По Тун (1883—1953) бирм. ပေါ်ထွန်း    | 3 ноября 1945    | 28 сентября 1946 | независимый                          | [ комм. 10 ] | заместитель председателя Исполнительного совета англ. Deputy Chairmen of the Executive Council | [ 10 ] [ 23 ] |
| 5 |         | Богиок Аун Сан (1915—1947) бирм. အောင်ဆန်း | 28 сентября 1946 | 19 июля 1947     | Антифашистская лига народной свободы | [ комм. 12 ] | заместитель председателя Исполнительного совета англ. Deputy Chairmen of the Executive Council | [ 24 ] [ 25 ] |
| 6 (I) |         | У Ну (1907—1995) бирм. နု              | 24 июля 1947     | 4 января 1948    | Антифашистская лига народной свободы | 1947         | заместитель председателя Исполнительного совета англ. Deputy Chairmen of the Executive Council | [ 26 ] [ 27 ] |

### Оккупация Японией и Государство Бирма (1942—1945)

Флаг Государства Бирма

Заняв Британскую Бирму в январе—мае 1942 года, японцы способствовали формированию Армии независимости Бирмы, а 1 августа 1942 года в Рангуне было сформировано правительство для удовлетворения гражданских нужд во главе с Ба Мо. 8 мая 1943 года под его руководством начал работать Комитет подготовки независимости Бирмы (бирм. မြန်မာနိုင်ငံလွတ်လပ်ရေးပြင်ဆင်ရေးကော်မတီ), разработавший конституцию. После провозглашения 1 августа 1943 года независимости Государство Бирма (бирм. ဗမာနိုင်ငံတော်, яп. ビルマ國) и прекращения работы японского военного управления Ба Мо получил широкие полномочия, одновременно с постом премьер-министра заняв пост главы государства (найнгандау адипади, бирм. နိုင်ငံတော်အဓိပတိ). Этот режим просуществовал до 1 мая 1945 года в условиях оккупации страны Японской империей в рамках Великой восточноазиатской сферы взаимного процветания, находясь в состоянии войны с Великобританией и США. С развитием начавшегося в ноябре 1944 года британского наступления 27 марта 1945 года Национальная армия Бирмы под влиянием основанной в августе 1944 года Антифашистской лиги народной свободы (бирм. ဖက်ဆစ်ဆန့်ကျင်ရေး ပြည်သူ့လွတ်လပ်ရေး အဖွဲ့ချုပ်) объявила войну Японии, к 3 мая бирманскими войсками был занят Рангун, правительство Ба Мо утратило полномочия
|        | Портрет       | Имя (годы жизни)           | Полномочия     | Полномочия | Партия                        | Выборы       | Должность                       | Пр.           |
| Начало | Портрет       | Имя (годы жизни)           | Окончание      |            | Партия                        | Выборы       | Должность                       | Пр.           |
| ------ | ------------- | -------------------------- | -------------- | ---------- | ----------------------------- | ------------ | ------------------------------- | ------------- |
| 1 (II) |               | Ба Мо (1893—1977) бирм. ဘမော် | 1 августа 1942 | 3 мая 1945 | Ассоциация «Добама — Синьета» | [ комм. 19 ] | премьер-министр бирм. နိုင်ငံတော်ဝန်ကြီးချုပ် | [ 18 ] [ 19 ] |
|        | Великая Бирма | Ба Мо (1893—1977) бирм. ဘမော် | 1 августа 1942 | 3 мая 1945 |                               | [ комм. 19 ] | премьер-министр бирм. နိုင်ငံတော်ဝန်ကြီးချုပ် | [ 18 ] [ 19 ] |

## Союз Бирма (1948—1974)

Флаг Бирмы (1948—1974)

Национальная армия Бирмы, поднявшая под руководством Антифашистской лиги народной свободы (АФЛНС) весной 1945 года восстание против японской оккупации, присоединилась к союзным войскам с верховным главнокомандующим объединёнными силами союзников в Юго-Восточной Азии коммодором Маунтбеттеном как Патриотические Бирманские Силы (англ. Patriotic Burmese Forces). После восстановления британского правления движение к независимости страны возглавило АФЛНС. Бирма стала независимой 4 января 1948 года под названием Союз Бирма (бирм. မြန်မာနိုင်ငံတော်) в соответствии с актом, принятым парламентом Соединённого королевства. Конституцией предусматривался пятилетний срок полномочий президент, избираемого двухпалатным Парламентом Союза.
В условиях продолжающейся с 1948 года гражданской войны начальник Генерального штаба бирманских вооружённых сил  Не Вин сначала с 29 октября 1958 года по 4 апреля 1960 года возглавил правительство страны, а 2 марта 1962 года осуществил государственный переворот, в результате которого к власти пришёл Революционный совет, в который вошли высшие офицеры вооружённых сил. 28 апреля 1962 года Революционный совет обнародовал программную политическую декларацию «Бирманский путь к социализму», 4 июля Не Вин объявил о создании Партии бирманской социалистической программы, призванной возглавить процессы достижения заявленных целей, 23 марта 1964 года был издан «Закон, защищающий национальное единство», согласно которому деятельность других партий запрещалась.
|          | Портрет                                      | Имя (годы жизни)                                        | Полномочия      | Полномочия      | Партия                               | Выборы       | Должность                       | Пр.           |
| Начало   | Портрет                                      | Имя (годы жизни)                                        | Окончание       |                 | Партия                               | Выборы       | Должность                       | Пр.           |
| -------- | -------------------------------------------- | ------------------------------------------------------- | --------------- | --------------- | ------------------------------------ | ------------ | ------------------------------- | ------------- |
| 6 (I—II) |                                              | У Ну (1907—1995) бирм. နု                                | 4 января 1948   | 12 июня 1956    | Антифашистская лига народной свободы | [ комм. 25 ] | премьер-министр бирм. နိုင်ငံတော်ဝန်ကြီးချုပ် | [ 26 ] [ 27 ] |
| 6 (I—II) | 1951—1952                                    | У Ну (1907—1995) бирм. နု                                | 4 января 1948   | 12 июня 1956    | Антифашистская лига народной свободы |              | премьер-министр бирм. နိုင်ငံတော်ဝန်ကြီးချုပ် | [ 26 ] [ 27 ] |
| 7        |                                              | У Ба Све (1915—1987) бирм. ဘဆွေ                           | 12 июня 1956    | 1 марта 1957    | Антифашистская лига народной свободы | 1956         | премьер-министр бирм. နိုင်ငံတော်ဝန်ကြီးချုပ် | [ 38 ] [ 39 ] |
| 6 (III)  |                                              | У Ну (1907—1995) бирм. နု                                | 1 марта 1957    | 29 октября 1958 | Антифашистская лига народной свободы | [ комм. 26 ] | премьер-министр бирм. နိုင်ငံတော်ဝန်ကြီးချုပ် | [ 26 ] [ 27 ] |
| 8 (I)    |                                              | У Не Вин (1911—2002) бирм. နေဝင် урожд. Шу Маун бирм. ရှုမောင် | 29 октября 1958 | 4 апреля 1960   | вооружённые силы                     | [ комм. 27 ] | премьер-министр бирм. နိုင်ငံတော်ဝန်ကြီးချုပ် | [ 40 ] [ 41 ] |
| 6 (IV)   |                                              | У Ну (1907—1995) бирм. နု                                | 4 апреля 1960   | 2 марта 1962    | Союзная партия                       | 1960         | премьер-министр бирм. နိုင်ငံတော်ဝန်ကြီးချုပ် | [ 26 ] [ 27 ] |
| 8 (II)   |                                              | У Не Вин (1911—2002) бирм. နေဝင် урожд. Шу Маун бирм. ရှုမောင် | 2 марта 1962    | 2 марта 1974    | вооружённые силы                     | [ комм. 30 ] | премьер-министр бирм. နိုင်ငံတော်ဝန်ကြီးချုပ် | [ 40 ] [ 41 ] |
|          | Партия бирманской социалистической программы | У Не Вин (1911—2002) бирм. နေဝင် урожд. Шу Маун бирм. ရှုမောင် | 2 марта 1962    | 2 марта 1974    |                                      | [ комм. 30 ] | премьер-министр бирм. နိုင်ငံတော်ဝန်ကြီးချုပ် | [ 40 ] [ 41 ] |

## Социалистическая Республика Союз Бирма (1974—1988)

Флаг Бирмы (1974—2010)

Социалистическая Республика Союз Бирма (бирм. ပြည်ထောင်စုဆိုရှယ်လစ်သမ္မတမြန်မာနိုင်ငံတော်) была провозглашена 2 марта 1974 года с вступлением в силу новой конституции в соответствии с декретом Революционного совета от 3 января 1974 года, утвердившим итоги состоявшегося 15 декабря 1973 года конституционного референдума. С 27 января по 10 февраля 1974 года в стране прошли выборы в однопалатное Народное собрание (бирм. ပြည်သူ့လွှတ်တော်), в которых участвовала единственная легальная Партия бирманской социалистической программы (ПБСП). С вступлением в силу конституции Революционный совет был распущен, Народное собрание избрало Государственный совет, который назначал Совет министров, члены которого из своего состава определяли премьер-министра страны.
На внеочередном конгрессе ПБСП, проходившем с 23 по 26 июля 1988 года, её председатель Не Вин, его заместитель Сан Ю (председатель Государственного совета) и премьер-министр Маун Маун Кха подали в отставку с партийных и государственных постов. Новый председатель партии Сейн Лвин 27 июля на сессии Народного собрания был также избран председателем Государственного совета, что спровоцировало акции неповиновения (Восстание 8888), неудачные действия по подавлению которых привели 12 августа к отставке Сейна Лвина, а затем и свержению 18 сентября его преемника Мауна Мауна и возглавляемого Тхуном Тином правительства в результате военного переворота.
|           | Портрет | Имя (годы жизни)                        | Полномочия    | Полномочия       | Партия                                       | Выборы        | Должность                       | Пр.           |
| Начало    | Портрет | Имя (годы жизни)                        | Окончание     |                  | Партия                                       | Выборы        | Должность                       | Пр.           |
| --------- | ------- | --------------------------------------- | ------------- | ---------------- | -------------------------------------------- | ------------- | ------------------------------- | ------------- |
| 9         |         | У Сейн Вин (1919—1993) бирм. စိန်ဝင်       | 2 марта 1974  | 29 марта 1977    | Партия бирманской социалистической программы | 1974          | премьер-министр бирм. နိုင်ငံတော်ဝန်ကြီးချုပ် | [ 20 ]        |
| 10 (I—IV) |         | У Маун Маун Кха (1920—1995) бирм. မောင်မောင်ခ | 29 марта 1977 | 26 июля 1988     | Партия бирманской социалистической программы | 1974          | премьер-министр бирм. နိုင်ငံတော်ဝန်ကြီးချုပ် | [ 20 ] [ 46 ] |
| 10 (I—IV) | 1978    | У Маун Маун Кха (1920—1995) бирм. မောင်မောင်ခ | 29 марта 1977 | 26 июля 1988     | Партия бирманской социалистической программы |               | премьер-министр бирм. နိုင်ငံတော်ဝန်ကြီးချုပ် | [ 20 ] [ 46 ] |
| 10 (I—IV) | 1981    | У Маун Маун Кха (1920—1995) бирм. မောင်မောင်ခ | 29 марта 1977 | 26 июля 1988     | Партия бирманской социалистической программы |               | премьер-министр бирм. နိုင်ငံတော်ဝန်ကြီးချုပ် | [ 20 ] [ 46 ] |
| 10 (I—IV) | 1985    | У Маун Маун Кха (1920—1995) бирм. မောင်မောင်ခ | 29 марта 1977 | 26 июля 1988     | Партия бирманской социалистической программы |               | премьер-министр бирм. နိုင်ငံတော်ဝန်ကြီးချုပ် | [ 20 ] [ 46 ] |
| 11        |         | У Тхун Тин (1920—2020) бирм. ထွန်းတင်       | 26 июля 1988  | 18 сентября 1988 | Партия бирманской социалистической программы | [ 20 ] [ 45 ] | премьер-министр бирм. နိုင်ငံတော်ဝန်ကြီးချုပ် |               |

## Союз Мьянма (1988—2011)
В результате совершённого 18 сентября 1988 года военного переворота к власти в стране пришёл Государственный совет по восстановлению законности и порядка (бирм. နိုင်ငံတော် ငြိမ်ဝပ်ပိပြားမှု တည်ဆောက်ရေးအဖွဲ့, ГСВЗП), упразднивший все конституционные органы государственной власти. Первым председателем ГСВЗП стал начальник Генерального штаба бирманских вооружённых сил Со Маун. Сразу после переворота в законодательных актах произошёл отказ от конституционного наименования страны Социалистическая Республика Союз Бирма, официально восстановление наименование Союз Бирма произошло согласно принятому ГСВЗП 19 октября 1988 года закону (имеющему обратную силу с 18 сентября 1988 года). В принятом 18 июня 1989 года «Законе об адаптации выражений» было закреплено наименование страны Мьянма вместо английского (международного) Бирма. 5 ноября 1997 года ГСВЗП был реорганизован в Государственный совет мира и развития (бирм. နိုင်ငံတော်အေးချမ်းသာယာရေးနှင့်ဖွံ့ဖြိုးရေးကောင်စီ, ГСМР).
Созданная ГСМР в октябре 2007 года специальная комиссия разработала проект новой конституции, 9 февраля 2008 года ГСМР объявил о проведении референдума в мае 2008 года и всеобщих выборов в 2010 году. С вступлением 31 января 2011 года новой конституции в силу страна получила название Республика Союз Мьянма, 30 марта ГСМР был распущен.
Курсивом на сером фоне показаны даты начала и окончания полномочий Тейна Сейна, замещающего Со Вина на посту премьер-министра на период его болезни и после его смерти.
|        | Портрет         | Имя (годы жизни)               | Полномочия       | Полномочия      | Партия                               | Выборы       | Должность                       | Пр.           |
| Начало | Портрет         | Имя (годы жизни)               | Окончание        |                 | Партия                               | Выборы       | Должность                       | Пр.           |
| ------ | --------------- | ------------------------------ | ---------------- | --------------- | ------------------------------------ | ------------ | ------------------------------- | ------------- |
| 12     |                 | Со Маун (1928—1997) бирм. စောမောင်  | 21 сентября 1988 | 23 апреля 1992  | вооружённые силы                     | [ комм. 37 ] | премьер-министр бирм. နိုင်ငံတော်ဝန်ကြီးချုပ် | [ 52 ] [ 53 ] |
| 13     |                 | У Тан Шве (1933—) бирм. သန်းရွှေ    | 23 апреля 1992   | 25 августа 2003 | вооружённые силы                     | [ комм. 39 ] | премьер-министр бирм. နိုင်ငံတော်ဝန်ကြီးချုပ် | [ 54 ] [ 55 ] |
| 14     |                 | Кхин Ньюн (1939—) бирм. ခင်ညွန့်   | 25 августа 2003  | 19 октября 2004 | вооружённые силы                     | [ комм. 41 ] | премьер-министр бирм. နိုင်ငံတော်ဝန်ကြီးချုပ် | [ 56 ] [ 57 ] |
| 15     |                 | Со Вин (1947—2007) бирм. စိုးဝင်း   | 19 октября 2004  | 12 октября 2007 | вооружённые силы                     | [ комм. 41 ] | премьер-министр бирм. နိုင်ငံတော်ဝန်ကြီးချုပ် | [ 58 ] [ 59 ] |
| и. о.  |                 | У Тейн Сейн (1944—) бирм. သိန်းစိန် | 18 мая 2007      | 24 октября 2007 | вооружённые силы                     | [ комм. 43 ] | премьер-министр бирм. နိုင်ငံတော်ဝန်ကြီးချုပ် | [ 60 ] [ 61 ] |
| 16     | 24 октября 2007 | У Тейн Сейн (1944—) бирм. သိန်းစိန် | 31 января 2011   | [ комм. 41 ]    | вооружённые силы                     |              | премьер-министр бирм. နိုင်ငံတော်ဝန်ကြီးချုပ် | [ 60 ] [ 61 ] |
|        | 24 октября 2007 | У Тейн Сейн (1944—) бирм. သိန်းစိန် | 31 января 2011   | [ комм. 41 ]    | Партия солидарности и развития Союза |              | премьер-министр бирм. နိုင်ငံတော်ဝန်ကြီးချုပ် | [ 60 ] [ 61 ] |

## Республика Союз Мьянма (с 2011)

Флаг Мьянмы

С вступлением 31 января 2011 года новой конституции в силу страна получила название Республика Союз Мьянма (бирм. ပြည်ထောင်စုသမ္မတမြန်မာနိုင်ငံတော်), 30 марта правящий Государственный совет мира и развития (ГСМР) был распущен, с передачей полномочий избранным конституционным властям. Первым на президентский пост был избран являвшийся с 2007 года премьер-министром Мьянмы Тейн Сейн, занимаемый им пост главы правительства с роспуском ГСМР был упразднён.
Вступивший 30 марта 2016 года на пост президента страны Тхин Чжо, избранный от Национальной лиги за демократию (НЛД), победившей на выборах 2015 года, учредил 6 апреля пост государственного советника и назначил на него председателя НЛД Аун Сан Су Чжи, что позволило ей де-факто возглавить правительство Мьянмы несмотря на конституционный запрет баллотироваться на пост президента как лицу, имеющему иностранное подданство (Соединённого королевства).
После низкого результата, показанного на состоявшихся 8 ноября 2020 года выборах кандидатами, поддерживаемыми вооружёнными силами, последние заявили о фальсификации результатов и совершили 1 февраля 2021 года военный переворот, задержав президента Вина Мьина и Аун Сан Су Чжи. На следующий день временный президент Мьин Шве (принявший полномочия как первый вице-президент) санкционировал создание Государственного административного совета (бирм. နိုင်ငံတော်စီမံအုပ်ချုပ်ရေးကောင်စီ, ГАС) как высшего государственного органа, а 1 августа 2021 года председатель ГАС главнокомандующий вооружёнными силами Мин Аун Хлайн был назначен на временный пост премьер-министра до восстановления в стране конституционного порядка.
|                                                            | Портрет | Имя (годы жизни)                        | Полномочия     | Полномочия     | Партия                               | Выборы       | Должность                                                              | Пр.           |
| Начало                                                     | Портрет | Имя (годы жизни)                        | Окончание      |                | Партия                               | Выборы       | Должность                                                              | Пр.           |
| ---------------------------------------------------------- | ------- | --------------------------------------- | -------------- | -------------- | ------------------------------------ | ------------ | ---------------------------------------------------------------------- | ------------- |
| 16                                                         |         | У Тейн Сейн (1944—) бирм. သိန်းစိန်          | 31 января 2011 | 30 марта 2011  | Партия солидарности и развития Союза | [ комм. 47 ] | премьер-министр бирм. နိုင်ငံတော်ဝန်ကြီးချုပ်                                        | [ 60 ] [ 61 ] |
| Пост премьер-министра упразднён согласно новой конституции |         |                                         |                |                |                                      |              |                                                                        |               |
| 17                                                         |         | До Аун Сан Су Чжи (1945—) бирм. အောင်ဆန်းစုကြည် | 6 апреля 2016  | 1 февраля 2021 | Национальная лига за демократию      | [ комм. 50 ] | государственный советник Мьянмы бирм. နိုင်ငံတော်၏ အတိုင်ပင်ခံပုဂ္ဂိုလ်နိုင်ငံတော်၏ အတိုင်ပင်ခံပုဂ္ဂိုလ် | [ 3 ] [ 66 ]  |
| Пост государственного советника упразднён                  |         |                                         |                |                |                                      |              |                                                                        |               |
| 18                                                         |         | Мин Аун Хлайн (1956—) бирм. မင်းအောင်လှိုင်      | 1 августа 2021 | 31 июля 2025   | вооружённые силы                     | [ комм. 51 ] | премьер-министр бирм. နိုင်ငံတော်ဝန်ကြီးချုပ်                                        | [ 65 ] [ 67 ] |
| 19                                                         |         | Ньо Со (?—) бирм. ညိုစော                    | 31 июля 2025   | действующий    | вооружённые силы                     | [ комм. 52 ] | премьер-министр бирм. နိုင်ငံတော်ဝန်ကြီးချုပ်                                        | [ 68 ] [ 69 ] |